# 5626 Melissabrucker
5626 Melissabrucker eller 1991 FE  är en asteroid i huvudbältet som korsar Mars omloppsbana. Den 18 mars 1991 av Spacewatch vid Kitt Peak-observatoriet. Den är uppkallad efter astronomen Melissa J. Brucker.
Den tillhör asteroidgruppen Amor.